# Lapworth Cirque
Der Lapworth Cirque ist ein Bergkessel im ostantarktischen Coatsland. In der Shackleton Range liegt er westlich des Goldschmidt Cirque im östlichen Teil der Read Mountains.
Luftaufnahmen fertigte die United States Navy im Jahr 1967 an. Der British Antarctic Survey nahm zwischen 1968 und 1971 Vermessungen vor. Das UK Antarctic Place-Names Committee benannte den Bergkessel 1972 nach dem britischen Geologen Charles Lapworth (1842–1920).